# Восстание в Кала-и Джанги
Восстание в Кала-и Джанги — восстание пленных талибов, содержавшихся силами «Северного альянса» в старинной крепости в 17 километрах к юго-западу от Мазари-Шарифа, в 2001 году.

## Ход восстания
Причина — издевательское обращение агентов ЦРУ с пленными.
Восставшие захватили склад с оружием.
Штурм крепости, сопровождавшийся американскими авиаударами, продолжался 6 дней (25 ноября — 1 декабря).
Восстание было подавлено.

## Результаты восстания
Погибли около 600 человек, в том числе более 300 талибов, около 300 бойцов генерала Дустума и один американец сотрудник ЦРУ.
Выжили 86 восставших.